# 溫琮
溫琮（1434年—？年），字廷瑞，四川成都府華陽縣人，民籍，明朝政治人物。

## 生平
十月初三日生，治《禮記》，由國子生中式四川鄉試第二名舉人，年三十一歲中式天順八年甲申科會試中式第一百五十九名，第三甲第一百四十一名進士。官至布政使。

## 家族
行五，曾祖溫子成，知州；祖溫良，奉祠；父溫彥中，良醫；母茅氏。具慶下，妻高氏，兄理（貢士）；玘；琛；瑗，弟琦；璽；璉；璧。